# 大树湾站
大树湾站是位于内蒙古自治区鄂尔多斯市达拉特旗树林召镇的一个铁路车站，邮政编码14325。车站建于1993年，有包神铁路经过该站，现仅办理货运，不办理客运业务。车站距离包头东站26公里，隶属包神铁路公司，是四等站。